# Bernhard Buttersack

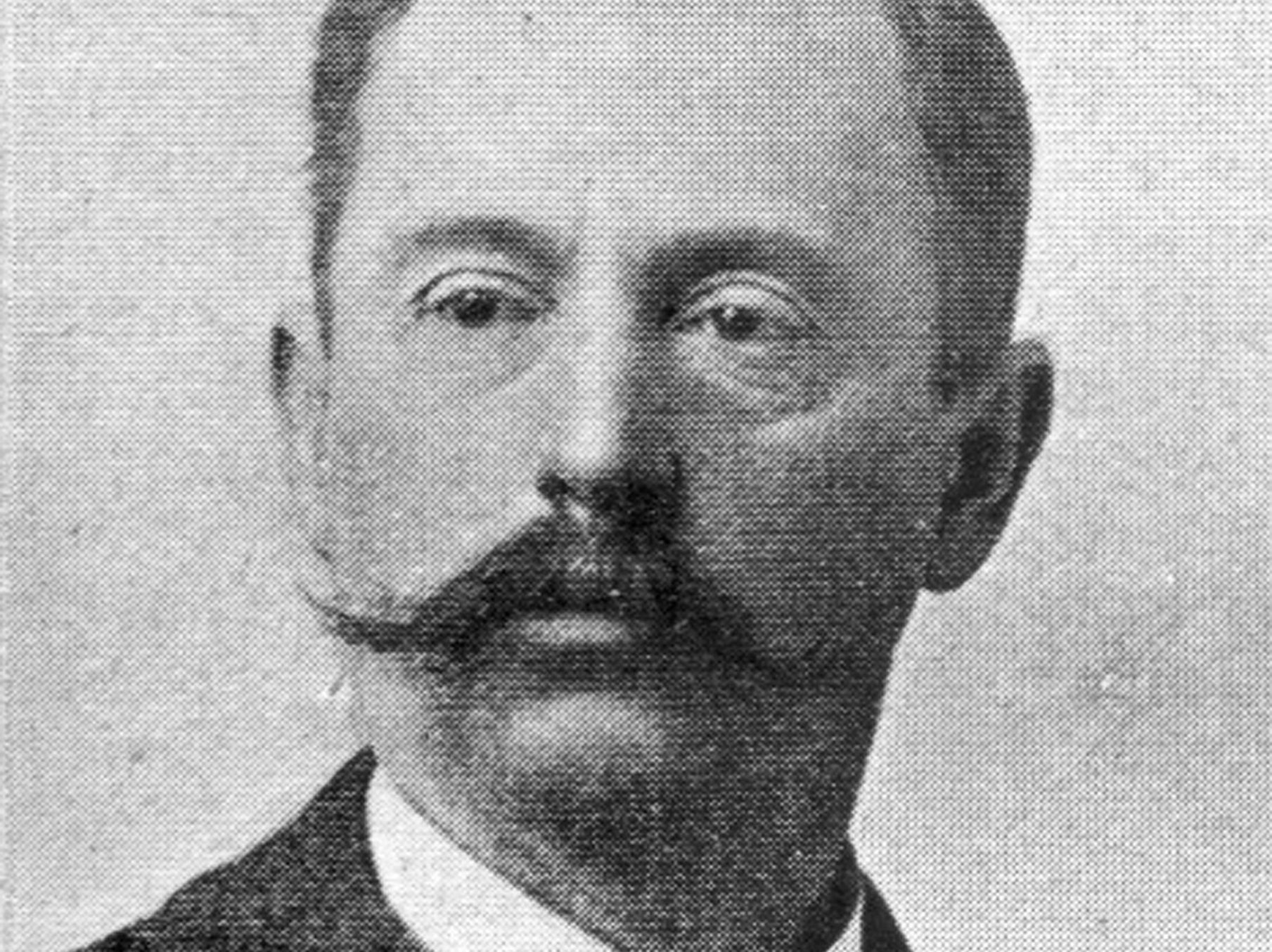
Bernhard Buttersack

Bernhard Buttersack (* 16. März 1858 in Liebenzell; † 6. Mai 1925 in Icking im Isartal) war ein deutscher Landschafts-/Freilichtmaler der Münchner Schule.

## Leben und Wirken

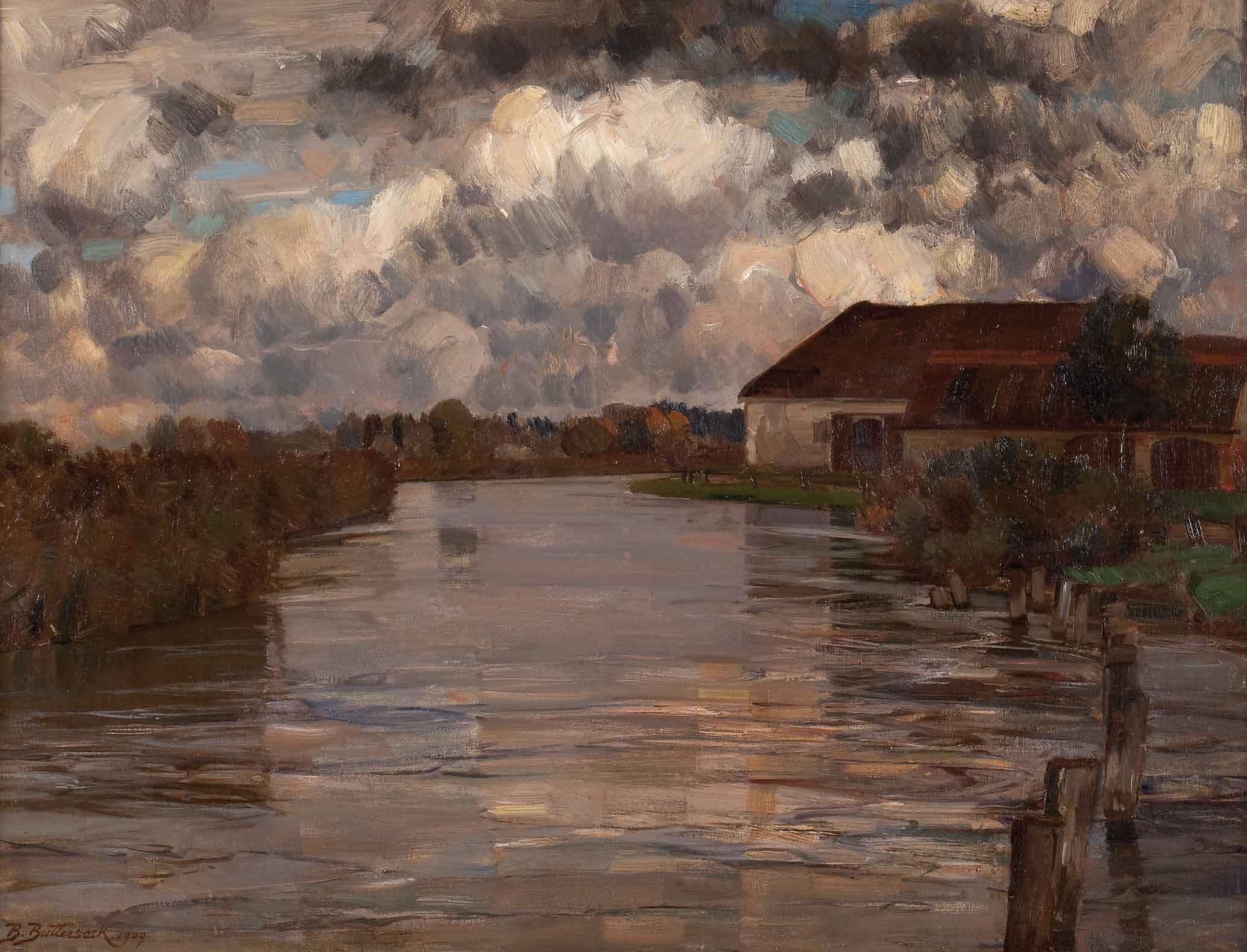
Bernhard Buttersack: Herbst an der Amper, 1909

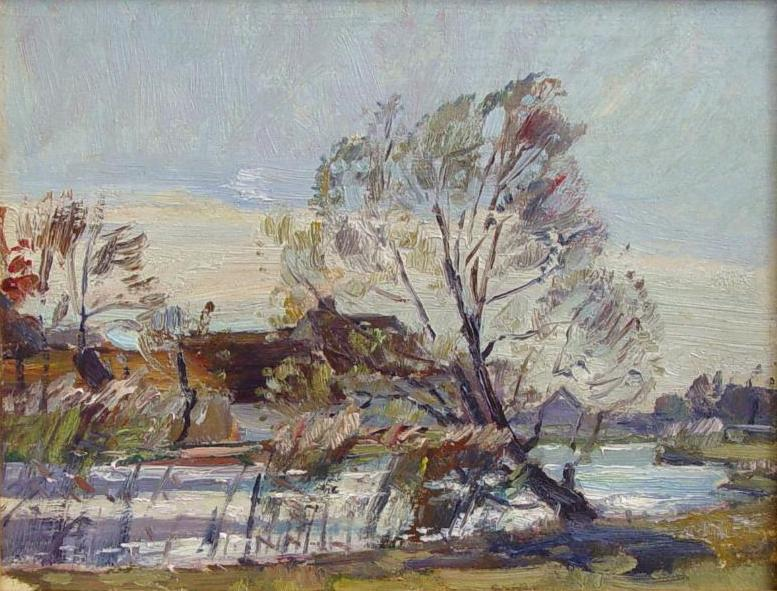
Bernhard Buttersack: Herbstliche Flußlandschaft bei Dachau

Sein zeichnerisches Talent zeigte sich schon in frühester Kindheit und wurde von den Eltern gefördert. Er studierte an der Königlichen Kunstschule Stuttgart u. a. bei Jakob Grünenwald und Albert Kappis. Ferner war er Meisterschüler von Hermann Baisch und Gustav Schönleber in Karlsruhe. Der Maler wirkte von 1884 bis 1889 in München. Bald ernannte ihn Prinzregent Luitpold zum Königl. Professor. 1891 wurde der Künstler mit der Goldenen Medaille im Münchner Glaspalast ausgezeichnet. Bernhard Buttersack war Gründungsmitglied der Münchner Sezession.

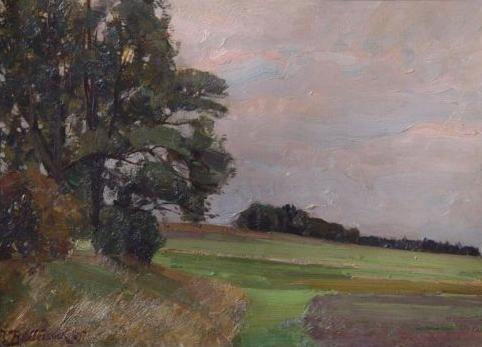
Bernhard Buttersack: Morgenrot

Ende des Jahres 1889 übersiedelte er, angezogen von den morastigen Flächen des auslaufenden Dachauer Mooses mit seinen sumpfigen Wegen und gewaltigen uralten Bäumen, den zarten Windblumen, den schweren oder heiteren Wolkenzügen, dem Föhnhimmel sowie den vereinzelten Moosbauernsiedlungen (Lins 1998), nach Oberschleißheim und vier Jahre später nach Haimhausen, wo er sich ein geräumiges Haus mit Maleratelier, umgeben von einem großen Landschaftsgarten, erbauen ließ. Bald eröffnete er eine private Malschule und wurde so zum Begründer der Künstlerkolonie Haimhausen. Bekannte Schüler von ihm waren Franz Baum, Ludwig Bock und Paul Eduard Crodel.
Bernhard Buttersack litt immer mehr an einem schwer definierbaren Nervenleiden. Er verlor nach und nach die Freude an der schönen Umgebung und am herrlichen Besitz. Er beanstandete den häufigen Ostwind in Haimhausen, der auch der malerischen Atmosphäre Abbruch tue.
1914 übersiedelte der Maler nach Icking. Dort schied er freiwillig aus dem Leben.
Ein Teil seiner Bilder befindet sich in der Gemäldegalerie Dachau.

## Werke (Auswahl)
- Sommer, Öl 1883
- Morgenrot, Öl 1897
- Regenwolken über Mitterndorf, Öl 1886
- Herbstliche Flußlandschaft, Öl 1891
- Bauerngehöft bei Haimhausen, Öl 1896
- Vorfrühling an der Amper bei Allershausen. Wirre Wolken, Öl 1902
- Hochsommertag im Dachauer Land, Öl 1912
- Sommerliche Wiese am Dorfrand, Öl 1912
- Torfhütte im Herbst des Dachauer Mooses, Öl 1914
- Föhnhimmel, Öl 1915
- Aprilregenwolken über dem Dachauer Moos, Öl 1915
- Landschaft mit Kornmandl, Öl 1920
- Mairegen im Dachauer Land, Öl 1924